# Gouvernance globale
 (janvier 2023).
L'idée de gouvernance globale a été lancée par l'ancien président américain Bill Clinton [Quand ?] : il s'agit d'une gestion plus démocratique du monde grâce à une coopération non plus seulement entre les États mais entre tous les acteurs des relations internationales (ONG, ONU, organisations régionales, G20 réunissant Nord et Sud, etc.). La gouvernance globale n'est donc pas vraiment institutionnalisée et est tournée vers le domaine civil. 